# Puccinia annularis
Puccinia annularis är en svampart som först beskrevs av F. Strauss, och fick sitt nu gällande namn av Georg Winter 1881. Puccinia annularis ingår i släktet Puccinia och familjen Pucciniaceae.   Inga underarter finns listade i Catalogue of Life.